# 光明区
光明区（こうみょう-く）は中華人民共和国広東省深圳市に位置する市轄区。発足前は宝安区の一部であった。

## 歴史
2007年5月31日、深圳市宝安区より光明新区として独立した。
2015年12月20日に大規模な土砂崩れ事故が発生した。
2018年5月24日に広東省人民政府の公文「粤府函〔2018〕127号」により、市轄区の光明区として設置された。

## 概要
人口80万人超、面積156平方キロメートルの区である。

## 行政区画
成立時は光明街道・公明街道しかなかったが、現在は以下の街道がある：
- 光明街道
- 公明街道
- 新湖街道
- 鳳凰街道
- 玉塘街道
- 馬田街道

## 交通

### 鉄道
- 深圳地下鉄
  - 6号線（建設中）

### 道路
高速道路
- 南光高速道路（中国語版）
- 深圳外環高速道路（中国語版）

## 観光地
- 光明農場

## 健康・医療・衛生
- 中山大学付属第七医院（深圳）[4]
- 中国科学院大学深圳医院（光明）（旧 光明人民医院）